# Kevin Coronel
Kevin Agustín Coronel Alarcón (Formosa, 11 agosto 2004) è un calciatore argentino, difensore dell'Argentinos Juniors.

## Caratteristiche tecniche
È un terzino destro.

## Carriera
Coronel è cresciuto nel settore giovanile dell'Argentinos Juniors dove ha firmato il suo primo contratto professionistico il 3 novembre 2023. Il giorno seguente ha fatto il suo esordio in prima squadra nell'incontro di Copa de la Liga Profesional perso 2-1 contro l'Instituto (C).

## Statistiche

### Presenze e reti nei club
Statistiche aggiornate al 19 ottobre 2024.
| Stagione        | Squadra            | Campionato      | Campionato | Campionato | Coppe nazionali | Coppe nazionali | Coppe nazionali | Coppe continentali | Coppe continentali | Coppe continentali | Altre coppe | Altre coppe | Altre coppe | Totale | Totale | Totale |
| Stagione        | Squadra            | Comp            | Pres       | Reti       | Comp            | Pres            | Reti            | Comp               | Pres               | Reti               | Comp        | Pres        | Reti        | Pres   | Reti   |        |
| --------------- | ------------------ | --------------- | ---------- | ---------- | --------------- | --------------- | --------------- | ------------------ | ------------------ | ------------------ | ----------- | ----------- | ----------- | ------ | ------ | ------ |
| 2023            | Argentinos Juniors | PD              | 0          | 0          | CA+CdL          | 0+3             | 0               |                    | -                  | -                  |             | -           | -           | 3      | 0      |        |
| 2024            | Argentinos Juniors | PD              | 6          | 0          | CA+CdL          | 1+4             | 0               | CS                 | 1                  | 0                  |             | -           | -           | 12     | 0      |        |
| Totale carriera | Totale carriera    | Totale carriera | 6          | 0          |                 | 8               | 0               |                    | 1                  | 0                  |             | -           | -           | 15     | 0      |        |